# Abraham Núñez (infielder)
Abraham Orlando Núñez Adames (Santo Domingo, 16 de marzo de 1976) es un infielder dominicano que jugó en la Liga Mayor de Béisbol. 
Núñez juega principalmente la tercera base, pero es capaz de jugar las cuatro posiciones del infielder. Es un bateador ambidiestro, lanza con la derecha y tuvo un promedio de bateo en las mayores de .242.
Jugó 630 partidos con los Piratas de Pittsburgh de 1996 a 2004. Se unió a los Cardenales de San Luis en 2005, y con la lesión del tercera base Scott Rolen a mitad de temporada, Núñez lo sustituyó, convirtiéndose en el tercera base regular todos los días para el resto de la temporada y los playoffs. Después de la temporada 2005, firmó con los Filis de Filadelfia como agente libre. Mientras estaba con los Filis, Núñez fue utilizado en funciones como reemplazo defensivo y como titular cuando el lanzador Jamie Moyer estaba en el montículo. Núñez  es conocido por sus habilidades de fildeo.
Al final  de la temporada 2007, Núñez fue puesto en libertad por los Filis. A principios de 2008, firmó un contrato de ligas menores con los Cerveceros de Milwaukee, pero fue liberado más tarde, y en mayo firmó con los Mets de Nueva York. Los Mets lo designaron para asignación  el 11 de junio y se convirtió en agente libre al final de la temporada.
El 11 de mayo de 2009, Núñez accedió a jugar para los Newark Bears de la Liga del Atlántico. Más tarde ese mes, los Diamondbacks de Arizona lo firmaron con un contrato de ligas menores.
El 5 de marzo de 2010, Núñez firmó un contrato para jugar con los New Jersey Jackals de la independiente canadiense-estadounidense Can-Am League.           En la actualidad tiene 6 hijos Ángel nuñez, rosangelly Núñez,isaac niñez,abraham niñez,abramny nuñez y isaias nuñez.